# Les Souliers de saint Pierre (roman)
Les Souliers de saint Pierre (The Shoes of the Fisherman) est un roman de l'écrivain australien Morris West, paru à New York en 1963 chez William Morrow. Il a été traduit en français par Jean Rosenthal et publié à Paris en 1963 par Plon dans la collection Feux croisés.
Ce roman constitue le premier volet de la « Trilogie du Vatican » de l’auteur, suivi par Les Bouffons de Dieu et Lazare.

## Résumé
Kiril Lakota, un prêtre ukrainien ayant survécu aux camps de travail soviétiques, est élu pape sous le nom de Kiril Ier dans un contexte de tensions internationales marquées par la Guerre froide. Confronté aux défis de son rôle, il cherche à réformer l’Église catholique pour répondre aux crises spirituelles et sociales du monde moderne. Entre intrigues vaticanes, dilemmes moraux et menaces géopolitiques, Kiril s’efforce de promouvoir la paix mondiale, tout en affrontant ses propres doutes et son passé douloureux.

## Réception critique
Le roman est largement salué pour sa vision audacieuse d’un pape progressiste et son exploration des tensions entre tradition et modernité au sein de l’Église. Les critiques apprécient le mélange de suspense, de profondeur spirituelle et de réalisme politique, bien que certains notent une idéalisation du protagoniste. L’œuvre reflète l’intérêt de West pour les questions de foi et de pouvoir face aux crises globales.

## Historique des publications
Après sa publication originale en 1963 par William Morrow à New York, le roman a été publié au Royaume-Uni par Heinemann en 1963. En France, il est paru chez Plon en 1963.
Le roman a été traduit dans plusieurs langues, dont l’espagnol, l’italien et l’allemand, dès 1963-1964.
Le roman a également été adapté au cinéma en 1968 par Michael Anderson, Les Souliers de saint Pierre avec Anthony Quinn, Laurence Olivier et Oskar Werner.